# Tlahuapan
Tlahuapan è una municipalità dello stato di Puebla, nel Messico centrale, il cui capoluogo è la località di Santa Rita Tlahuapan.
Conta 36.518 abitanti (2015) e ha una estensione di 311,97 km². 	 	
Il significato del nome della località in lingua nahuatl è luogo delle querce.